# Conseil de Kiev
Ne doit pas être confondu avec Conseil de l'oblast de Kiev.
8e
Le Conseil de Kiev est une assemblée élue de Kiev. Elle possède 120 membres. Elle ne possède pas d'initiative législative. La durée de chaque législature est de cinq ans.

## Composition
| Législature | Élection        | Composition | Composition                                                                          | Président        |
| ----------- | --------------- | ----------- | ------------------------------------------------------------------------------------ | ---------------- |
| 8e          | 25 octobre 2020 |             | Composition : - ES (31) - UDAR (30) - U (14) - OP (12) - SN (12) - VOB (12) - H (12) | Vitali Klitschko |